# Or le bagna la pioggia e move il vento
Or le bagna la pioggia e move il vento, verso 130 del terzo canto del Purgatorio della Divina Commedia di Dante, è una rievocazione delle ossa del proprio corpo (lasciato insepolto alla pioggia e al vento) da parte dell'anima purgante di Manfredi di Svevia, inserito nell'Antipurgatorio, tra i negligenti, e salvo nonostante la scomunica perché pentito in punto di morte:
Secondo quanto narra Giovanni Villani, Carlo d'Angiò fece seppellire il cadavere di Manfredi presso il ponte di Benevento sotto una grande mora di sassi, ma l'arcivescovo di Cosenza Bartolomeo Pignatelli, con il consenso del papa Clemente IV, lo fece disseppellire e gettare fuori dei territori della Chiesa, a candele spente e rovesciate come si conveniva ad uno scomunicato, lungo il fiume Verde, nome medievale del Liri.
Si tratta della ripresa del verso 362 del sesto libro dell'Eneide di Virgilio  «Nunc me fluctus habet versantque in litore venti», ossia  «Ora mi tiene l'onda e mi avvolgono i venti sulla spiaggia», con cui Palinuro, anima bloccata nell'antinferno, descrive a Enea le condizioni dei suoi resti mortali. Si crea così un doppio rimando a Virgilio.
La «sfumatura di malinconia» sulla sua «fragilità indifesa» è segnata dalla crudeltà di chi ora la espone all'abbandono, non avendone avuto pietà. Il poeta, in linea con la concezione cristiana della sacralità del corpo, lascia trasparire come grave sia stata la condotta di un uomo di chiesa che, negando la sepoltura a un morto, ha compiuto un gesto profanatorio, facendo sì che anche il salvato se ne rammarichi.